# (35237) Matzner
(35237) Matzner (1995 QP) – planetoida z pasa głównego asteroid okrążająca Słońce w ciągu 4,58 lat w średniej odległości 2,76 j.a. Odkryta 23 sierpnia 1995 roku.